# Crystal Lake, Florida
Crystal Lake är en ort (CDP) i Polk County, i delstaten Florida, USA. Enligt United States Census Bureau har orten en folkmängd på 5 514 invånare (2010) och en landarea på 6,5 km².